# Sally Sarr
Pour les articles homonymes, voir Sarr.
Sally Sarr, né le 6 mai 1986 au Havre (France), est un footballeur international mauritanien.

## Biographie

### Carrière en club
Sally Sarr joue plus de 100 matchs en première division suisse avec l'équipe du FC Lucerne. Il participe avec cette équipe aux tours préliminaires de la Ligue Europa.
Le 1er juillet 2017, il quitte le FCL pour rejoindre le Servette FC. Il rejoint le club gratuitement.

### Carrière en sélection
Le 2 septembre 2016, Sally Sarr joue son premier match avec l'équipe de Mauritanie face à l'Afrique du Sud, lors des qualifications à la Coupe d'Afrique des nations 2017 (match nul 1-1 à Nelspruit).